# Carabus gebleri
Carabus gebleri es una especie de coleóptero adéfago de la familia Carabidae. Habita en  Rusia y Kazajistán.

## Descripción
Alcanza un tamaño de 30-39 mm de longitud. La cabeza es de color negro o azul-negro, el pronoto y los élitros de color bronce, verde, azul, verde, azul o azul-negro. El pronoto transversal (en promedio 1,7 veces más ancho que largo), en términos generales con flecos.

## Biología
Se produce en los bosques de hoja pequeña en los valles y colinas, a veces entre los arbustos. Los escarabajos se producen en mayo y julio. 

## Subespecies
- Carabus gebleri gebleri Fischer, 1817
- Carabus gebleri ultimus Obydov, 1999